# La bottega dei giocattoli
La bottega dei giocattoli (The Magic Toyshop) è un romanzo di formazione scritto da Angela Carter, pubblicato nel 1967.

## Trama
L'opera segue l'evoluzione di Melanie alla scoperta di sé stessa, dell'ambiente che la circonda e della propria sessualità. Dopo l'improvvisa morte dei genitori, Melanie e i suoi fratelli sono affidati alle cure del tirannico zio Philip, un testardo ed eccentrico costruttore di giocattoli, nel sud di Londra.

## Adattamenti cinematografici
Di questo romanzo esiste un adattamento filmico per la tv, prodotto da Steve Morrison e diretto da David Wheatley, che uscì nel 1987. La sceneggiatura fu seguita dalla stessa Carter e il cast era composto da Tom Bell, Caroline Milmoe, Killian McKenna, Patricia Kerrigan e Lorcan Cranitich. La raccolta The Curious Room contiene la sceneggiatura di questo film, descritto in Anagrams of Desire, di Charlotte Crofts, che intervistò il regista.

## Edizioni in italiano
- Angela Carter, La bottega dei giocattoli: romanzo traduzione dall'inglese di Maria Baiocchi, Fanucci, Roma 2002 ISBN 88-347-0836-9
- Angela Carter, La bottega dei giocattoli: romanzo traduzione dall'inglese di Maria Baiocchi, Fanucci, Roma 2003 ISBN 88-347-0947-0